# Kamiyama (Tokushima)
Kamiyama (神山町 Kamiyama-chō?) es un pueblo localizado en la prefectura de Tokushima, Japón. En junio de 2019 tenía una población estimada de 4.724 habitantes y una densidad de población de 27,3 personas por km². Su área total es de 173,30 km².

## Geografía

### Localidades circundantes
- Prefectura de Tokushima
  - Ishii
  - Kamikatsu
  - Mima
  - Naka
  - Sanagōchi
  - Tokushima
  - Yoshinogawa

## Demografía
Según los datos del censo japonés, esta es la población de Kamiyama en los últimos años.
| 1995  | 2000  | 2005  | 2010  | 2015  |
| ----- | ----- | ----- | ----- | ----- |
| 8.614 | 7.798 | 6.924 | 6.038 | 5.300 |